# Toshiya Tanaka (fotbollsspelare född 1984)
Toshiya Tanaka (田中 俊也 Tanaka Toshiya?), född 12 november 1984 i Ishikawa prefektur, är en japansk före detta fotbollsspelare.
Tanaka började sin karriär 2003 i Sanfrecce Hiroshima. 2005 flyttade han till Ehime FC. Han spelade 162 ligamatcher för klubben. Efter Ehime FC spelade han för Zweigen Kanazawa. Han avslutade karriären 2010.